# Opuntia decumbens
Opuntia decumbens es una especie fanerógama perteneciente a la familia Cactaceae. Es nativa de Centroamérica en México, Costa Rica, Guatemala, Honduras y Nicaragua.

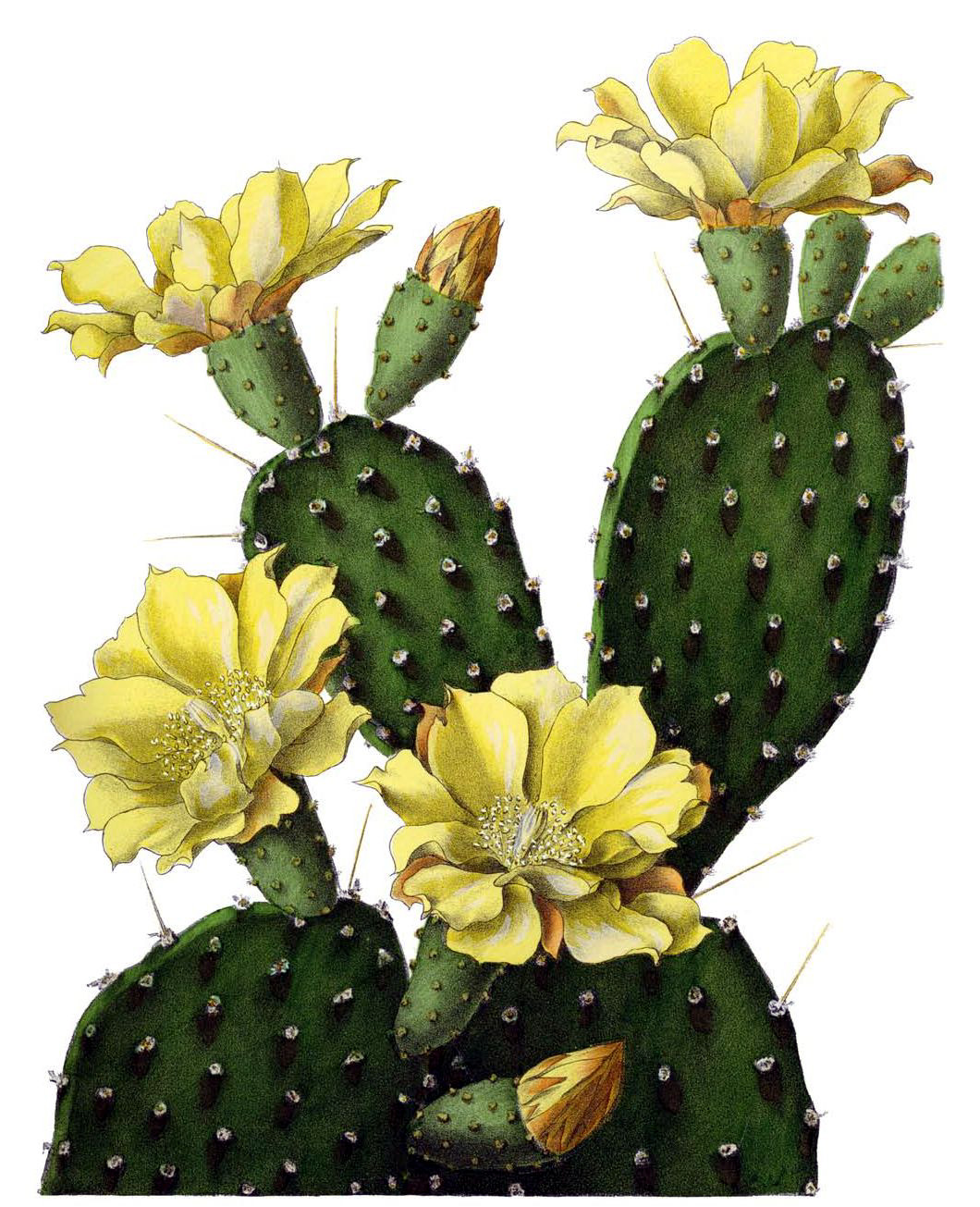
En flor

## Descripción
Es un arbusto arbolado suculento armado de espinos, de color verde y flores de color amarillo. Presenta de O a 3 espinas aciculares, rígidas, amarillentas, con la edad blancas, cuando joven presenta glóquidas amarillas. Planta arbustiva de hasta poco más de un metro de altura. Tallos generalmente postrados, ocasionalmente ascendentes; ramifica desde la base. Cladodios cuando jóvenes pueden ser suborbiculares, al tiempo obovados, presentan manchas púrpuras o rojizas alrededor de las areolas; cladodios jóvenes verde fuerte, cuando viejos verde amarillentos. Flores con tépalos amarillos, de forma obovada. Estambres medio abundantes; estigma superior a los androceos y lobulado.

## Taxonomía
Opuntia decumbens  fue descrita por Joseph de Salm-Reifferscheidt-Dyck y publicado en Hortus Dyckensis ou Catalogue des Plantes ... 361. 1834.
Etimología
Opuntia: nombre genérico que proviene del griego usado por Plinio el Viejo para una planta que creció alrededor de la ciudad de Opus en Grecia.

decumbens: epíteto latino que significa "acostado".
Sinonimia
- Opuntia decumbens var. scheinvariana E. Paniagua
- Opuntia heliae Matuda
- Opuntia maxonii J.G. Ortega
- Opuntia puberula Pfeiff.[4]

## Nombre común
- Castellano: Lengua de Vaca, Nopal de Culebra[5]